# Деге (княжество)
Княжество Деге — государство, существовавшее в Восточном Тибете (позднее — провинция Кам), имевшее промышленное, религиозное и политическое значение в регионе. Столицей государства был город Деге, территория распространялась на современный уезд Деге в Гардзе-Тибетском автономном округе в провинции Сычуань в Китае.  Династия князей Деге прослеживалась в течение 1300 лет.
В эпоху расцвета население княжества составляло от 12 до 15 тысяч семей. Северная граница княжества упиралась в Кукунор, восточная граница соответствует региону распространения языка хорпа гьялронгских языков, Чантуй и Литанг; южная граница соответствует территориям Батанг, Санай, Гонджо и Драя; западная граница соответствует Лхато и Чамдо.
Княжество было знаменито металлургией, книгопечатанием, здесь был также важный центр буддийского движения Риме. Княжеская семья Деге покровительствовала искусству, приобрёл известность художник Ситу Панчен (Восьмой Тай Ситу Ринпоче), который также известен своим вкладом в буддийское учение и в медицину. 

## История

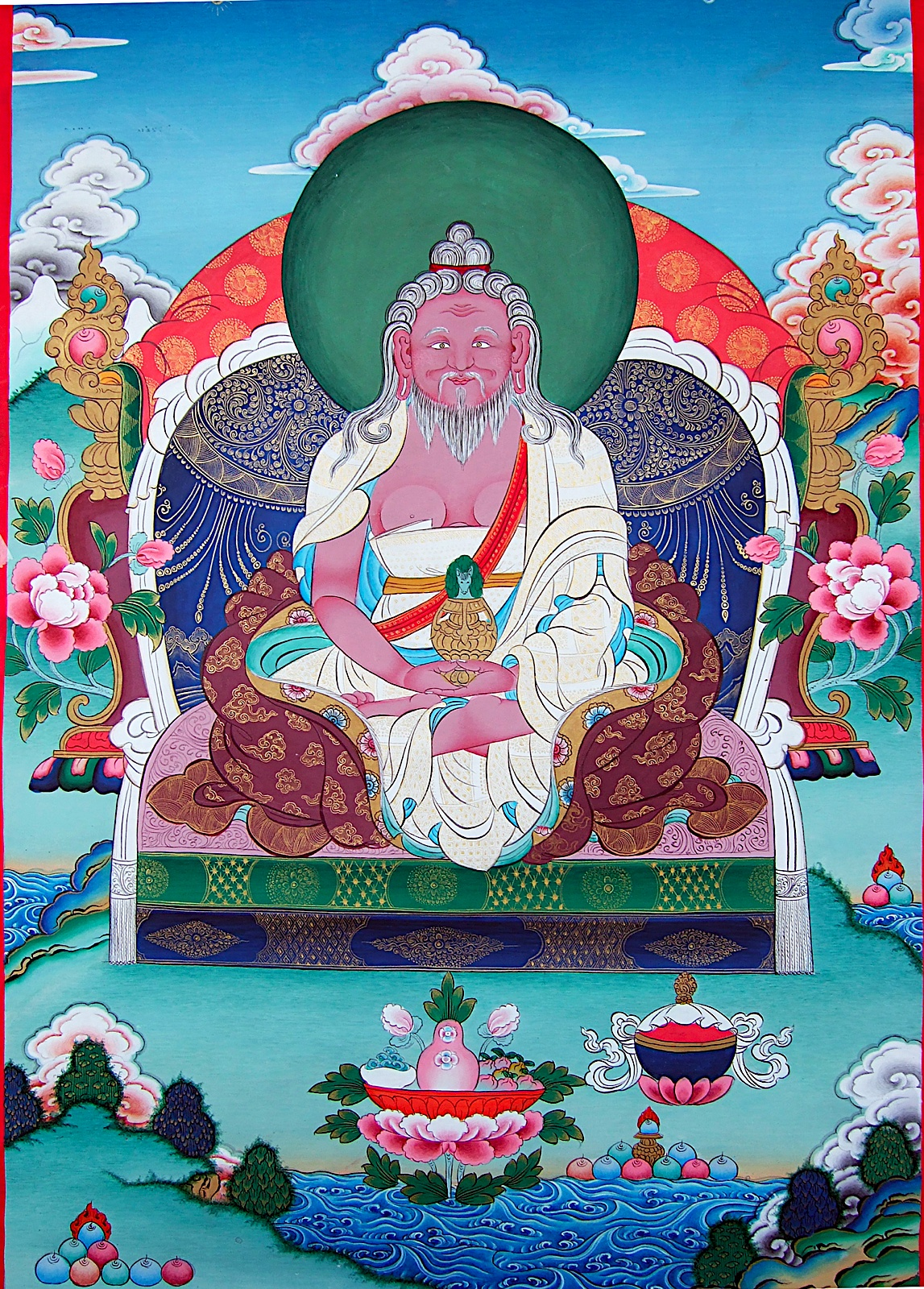
Тангтонг Гьялпо, тибетский буддийский врач, инженер и архитектор, строитель мостов и монастырей

Династия князей Деге происходит от рода Гар, в который входил бывший министр тибетского царя Сонгцэн Гампо. Первоначально здесь господствовала религия бон, потом — буддийская школа ньингма, а позднее — школа сакья.
Город Дэгэ стал столицей княжества в XV веке, когда правил 31-й князь династии Лодро Тобден. Он пригласил Тангтонг Гьялпо для основания монастыря Гонгчен в регионе. В XVIII веке княжество расширилось, когда правил Тенпа Церинг, завоевавший северные земли.
В 1727 княжество пало, и вместе с другими районами восточного Тибета, попало под власть китайцев. После объединения княжества Дэгэ с другими регионами — Ньянгронгом, Батангом, Литангом и пятью государствами Хорпа, образовалась область Кам. В 1733 году китайский император Юнчжэн присвоил князю Деге статус Сюаньвэй Сы, даровав высокий ранг автономии вместе с обязанностями платить дань.  Князья Кама снова пустились в междоусобицы, в 1863 Ньянгронг на два года вторгся в Деге. Далее тибетская армия заняла весь регион, установив краткосрочное временное правление.
В начале XX века Эрик Коальс подготовил доклад для британского правительства с очерком поздней истории Дэгэ. Согласно этому докладу, в 1895 генерал-губернатор провинции Сычуань послал армию в Чаньтуй во главе с генералом Чан Чи, который занял Дэгэ. Князь и княжеская семья попали в тюрьму в Чэнду. Внутренние проблемы в Китае привели к тому, что войско вынуждено было отступить, однако князь умер, оставив двух сыновей (Дордже Сенкел и Джембел Ринчен). Первый получил поддержку китайских властей, а второй (младший и нелегитимный) обосновался в Чаньтуе. Борьба за трон продолжалась до 1908, когда Дордже Сенкел обратился к китайскому генералу Чао Эфэну за помощью, и тот провёл военную операцию.  Джембел Ринчен попросил убежища у Далай-ламы; Дордже Сенкел получил трон, признав зависимость от китайских властей. В 1918 году китайцы установили прямой контроль над территорией Дэгэ.
Дворец князей Деге в настоящее время переоборудован в школу.